# Adelodrilus pusillus
Adelodrilus pusillus är en ringmaskart som beskrevs av Erséus 1978. Adelodrilus pusillus ingår i släktet Adelodrilus och familjen glattmaskar. Arten är reproducerande i Sverige. Inga underarter finns listade i Catalogue of Life.